# Яребиця (Силістринська область)
Я́ребиця (болг. Яребица) — село в Силістринській області Болгарії. Входить до складу общини Дулово.

## Населення
За даними перепису населення 2011 року у селі проживали 1439 осіб, з них 1429 осіб (99,7%) — турки.
Розподіл населення за віком у 2011 році:
Динаміка населення: